# Zintis Ekmanis
Zintis Ekmanis, né le 17 mai 1958 à Saulkrasti (RSS de Lettonie), est un bobeur et athlète soviétique puis letton.

## Biographie
Zintis Ekmanis pratique d'abord l'athlétisme. Il est notamment champion de la RSS de Lettonie en triple saut avant de commencer le bobsleigh. Il participe à quatre éditions des Jeux olympiques d'hiver entre 1984 et 1994. Aux Jeux d'hiver de 1984 organisés à Sarajevo en Yougoslavie, il remporte la médaille de bronze en bob à deux avec Vladimir Aleksandrov. Ce sont les premiers bobeurs soviétiques à remporter une médaille olympique. Ekmanis devient également le premier bobeur soviétique médaillé aux championnats du monde avec le freineur Nikolaï Jirov en remportant le bronze en bob à deux en 1985. Après sa carrière sportive, il est vice-président de la fédération lettone de bobsleigh et commentateur pour la télévision nationale. Le 22 avril 2014, il est fait officier de l'Ordre des Trois Étoiles de Lettonie.

## Palmarès

### Jeux Olympiques
- : médaillé de bronze en bob à deux aux Jeux olympiques d'hiver de 1984 à Sarajevo  Yougoslavie.

### Championnats monde
- : médaillé de bronze en bob à 2 aux championnats monde de 1985.